# Чурашур (Юкаменский район)
Чурашу́р — деревня в Юкаменском районе Удмуртии, входит в состав Юкаменского сельского поселения.

## География
Деревня расположена на высоте 196 м над уровнем моря.

### Часовой пояс
Деревня Чурашур, как и вся Удмуртия, находится в часовой зоне МСК+1. Смещение применяемого времени относительно UTC составляет +4:00.

## Население
| 2007 | 2010 | 2012 |
| ---- | ---- | ---- |
| 137  | ↘130 | ↘127 |

## Улицы
| - ул. Жуковская, - ул. Новая, | - ул. Чурашурская, - ул. Юкаменская. |